# José Antonio Rangel
José Antonio Rangel Becerra (Mérida, 13 de junio de 1789-Mérida, 21 de septiembre de 1821) fue un militar venezolano destacado en la guerra de independencia de su país.

## Orígenes
Fue hijo de Juan José Rangel y Nicolasa Becerra Morillo y nació en Mérida en 1789, estudio en el seminario local filosofía y letras, graduándose en 1809. Continuó sus estudios en filosofía y teología, y consiguió el título de Doctor en Jurisprudencia Civil, cuando en septiembre de 1810 llegó el emisario de Caracas, Luis María Rivas Dávila, pidiendo la adhesión de la ciudad a la revolución. Fue enviado a comunicar la aceptación de la Junta Suprema en nombre de su provincia. Después de esto, volvió a su tierra y en Jajó de Trujillo se casó con Rosalía Pacheco Valero el 11 de octubre de 1812. Del matrimonio nacieron tres retoños, incluyendo Carlos Rangel Pacheco (padre de Carlos Rangel Garbiras).

## Comienzos de su carrera militar
En febrero de 1813 volvió a Mérida y se convirtió en regidor primero del ayuntamiento. Siendo capitán, a mediados de año fue enviado por el gobernador político y militar, teniente coronel Juan Antonio Paredes, a apoyar al gobernador de Barinas, coronel Manuel Antonio Pulido. Estuvo a las órdenes de Francisco Olmedilla. Combatiendo con la caballería llanera, el 26 de octubre en Ciudad de Nutrias fue vencido por el coronel realista José Antonio Yáñez. Posteriormente, asediados por el monárquico Antonio Puig en Barinas, los soldados republicanos evacuaron la ciudad con rumbo a Nueva Granada pero Rangel se desvió a Mérida, donde organizó un regimiento de caballería. Cuando la columna de soldados republicanos de Pulido llegó a la ciudad el capitán de milicias José Antonio Páez fue incorporado para entrenar a los reclutas (19 de enero de 1814). Rangel estuvo en Estanques (16 de febrero) y Bailadores (3 de septiembre), donde el coronel Paredes venció a los comandantes Bartolomé Lizón y Aniceto Matute Rubio respectivamente.

## Guerrillas llaneras
Se sumó a la retirada del general Rafael Urdaneta (18 de septiembre) y combatió en Chire a las órdenes del general Joaquín Ricaurte Torrijos al coronel Sebastián de la Calzada (31 de octubre de 1815). Lo siguió a Apure pero tras conflictos en el mando patriota, Rangel se unió a las guerrillas de Páez mientras Ricaurte volvió a la Nueva Granada. Destacó en Mata de la Miel (16 de febrero de 1816), Achaguas (16 de julio) y El Yagual (11 de octubre). Destaca la acción de Achaguas, pues él y sus llaneros creyeron que en la villa sólo estaban los 100 realistas que había en el cuartel y que pasaron a cuchillo en el asalto. Por ello fueron completamente vencidos cuando sorpresivamente aparecieron otros 200 al mando del coronel Andrés Torrellas. También fue parte del motín en Trinidad de Orichuna, cuando los oficiales patriotas desconocieron el comando recién designado del coronel Francisco de Paula Santander y nombraron como su jefe al comandante Páez (16 de septiembre).
Estuvo en el asedio de San Fernando de Apure en diciembre contra el comandante José María Quero, cuando se enteró de que el coronel realista Salvador Gorrin estaba en El Guayabal con refuerzos. Con 80 jinetes de la Guardia de Honor cruzó los ríos Apure y Guárico y lo atacó en El Palital. Después de esa victoria tomó San Jaime y luego, en el hato Frío, venció un destacamento realista (17 de enero de 1817). Más tarde, comandó la primera división en Mucuritas (28 de enero), lo que permitió la toma de Barinas, acción en la que murieron 600 monárquicos mandados por el coronel Remigio Ramos.
A finales de 1817, Pablo Morillo envía al coronel Juan de Aldama a enfrentar a las guerrillas. El oficial sale de Valencia (14 de octubre), pasa por Barinas (28 de octubre) y entra en Nutrias (4 de noviembre). Sin embargo, sus tropas en el pueblo de Santo Domingo fueron atacadas por sorpresa y su situación se volvió crítica (12 de noviembre). Sucedía que Páez había enviado a Rangel con 400 jinetes y con dicha victoria, pudieron poner bajo sitio a los monárquicos hasta que Páez le ordenó volver.
Siendo ya coronel, Rangel acampó con Simón Bolívar en Calabozo y le aconsejó tratar bien a los prisioneros para poner fin a la guerra a muerte (17 de febrero de 1818). Posteriormente, no pudo tomar las posiciones defensivas del general Miguel de la Torre en Ortiz (26 de marzo). Después de esta derrota fue enviado con 600 jinetes a San Carlos, Barinas y Cabudare, dispersando algunas guerrillas realistas. Se unió a Páez y juntos combatieron a Latorre en Cojedes pero nuevamente son derrotados (2 de mayo). Entonces, con 200 jinetes asalto Nutrias pero el coronel Juan de los Reyes Vargas tenía el doble de soldados y contraataca, expulsándolo (19 de mayo). Sin embargo, los patriotas permanecen cerca y 150 de ellos organizan un nuevo asalto durante la noche y masacran a la mayoría de sus enemigos. Luego cruzan el Apure y se reúnen con Paéz.
En Trapiche de Alejos volvió a obtener la victoria con su escuadrón Carabineros (10 de abril de 1819). Luego destrozó en Nutrias a Reyes Vargas por segunda vez, matando a la mayoría de los 300 soldados realistas presentes (19 de abril). Había recibido órdenes de acosar a las tropas de Latorre pero sin alejarse mucho del ejército principal. Reforzado por el coronel Juan Guillermo Iribarren, destruyó un escuadrón realista en el pueblo de La Luz y tomó La Cruz y luego se reunió con Bolívar (24 de abril).
El 23 de mayo participó de una junta de oficiales que decidió atacar Nueva Granada, fue el encargado de comunicárselo a Páez y fue el mediador en la reunión que este último tuvo con Bolívar en Guasdualito. Acompañó a Bolívar hasta Arauca, pero sus soldados se negaron a seguir, temerosos de intentar cruzar la cordillera de los Andes (4 de junio). Cuando Bolívar marchó hacia tierras neogranadinas, Páez y Rangel avanzaron a Guanare y el 20 de julio tomaron La Cruz. Rangel mandaba al regimiento Valientes (izquierda), el coronel Cornelio Muñoz a la Guardia de Honor (derecha) y el general Pedro León Torres los húsares (centro). El asalto fue feroz y la guarnición realista fue exterminada. Posteriormente, Bolívar le solicitó a Rangel recolectar refuerzos y ganado para enviarlos a su ejército en Casanare; al hacerlo sin consultar con Páez esto provocó un conflicto menor entre los oficiales.

## Últimos años
A mediados de 1820, es llamado por Bolívar, acompañándolo a Cúcuta en agosto. El 29 de septiembre estaban acampados en Los Estanques, cerca del río Chama, cuyo estratégico puente estaba defendido por una tropa realista liderada por el obispo de Mérida, doctor Rafael Lazo de la Vega. Rangel encabezó la carga de los Cazadores del Vencedor, tomando las posiciones enemigas que se apoyaban en las laderas de San Pablo. El 1 de octubre el Estado mayor entraba en Mérida. Al día siguiente lo hacía Bolívar. Al amanecer del día 3, con 40 jinetes, Rangel le dio alcance a la retaguardia de las tropas del obispo en Mucuchíes, causándoles muchas bajas y persiguiéndoles hasta Moporo, a orillas del Lago Maracaibo.
Luego volvió a su natal Mérida para actuar como su jefe civil y militar, donde recibió una orden, escrita por el coronel Pedro Briceño Méndez, secretario de Guerra, el 2 de marzo de 1821 en Trujillo y que le mandaba dirigirse a Barinas y asumir el mando de la Segunda Brigada de la Guardia. Luego marchó a unirse a Urdaneta, quien comandaba una división de 2.000 soldados en Occidente. Incluso reemplazó en el mando al general, quien debió quedarse en Barquisimeto por una enfermedad. El coronel llevó a su división a reunirse con el ejército principal y luchó en la batalla de Carabobo, donde venció al batallón Valencey (24 de junio). Por su destacada actuación, en Valencia Bolívar lo nombró gobernador político y comandante general del departamento de Occidente con la misión de conquistar la provincia de Coro (13 de julio). El coronel Rangel se dirigió a Occidente, llegando a entrevistarse con el coronel realista Pedro Luis Inchauspe en Pedregal y acordar algunos términos de paz (25 de agosto). Sin embargo, el oficial republicano enfermó y cuando quiso regresar a su ciudad natal empeoró tanto que lo llevaron a Maracaibo, donde expiró el 22 de septiembre.